# Edward England

Edward Englands flagga.

Edward England, född omkring 1685 på Irland under namnet Edward Seeger, död 1721 på Madagaskar, var en irländsk pirat. Han började tjänstgöra som officer på ett skepp från Jamaica, innan sjörövare anföll skeppet och tog England till fånga. De valde honom snart till ny kapten på piratskeppet.
Han plundrade flera fartyg i Karibiska havet och Indiska oceanen, och efter ett tag bytte han ut sin forna slup mot ett större skepp som han döpte till Pearl.
Han började nu härja i Afrikas vatten, och plundrade minst ett dussin skepp.
Edward var beryktad som en bestämd men givmild pirat, vilket omedelbart påbörjade hans nedgång, till exempel avrättade han inte fångar om det inte var av ett oerhört ovanligt undantag.
Han stötte på tre skepp under ett plundringståg utanför Madagaskar, två av skeppen flydde från Edward, men det tredje tog upp striden. Ett flera timmar långt sjöslag uppkom, vilket slutade med att Edwards fiendekapten James Macrae gav upp.
Besättningen på Edwards skepp ville döda Macrae, men England tillät inte detta, och Macrae fick behålla livet, detta blev slutet på besättningens tålamod.
På grund av besättningens ilska, valde de att göra sig av med den vänlige Edward England, de lämnade honom på en ö som idag tillhör staten Mauritius.
Det bör noteras att Edward Englands egen piratflagga var den berömda flaggan med en dödskalle och två korsade lårbensknotor i vit färg på en svart bakgrund.